# 松平康等
松平 康等（まつだいら やすとも）は、江戸時代前期の旗本。

## 経歴
松平康紀の八男として生まれ、実兄・康起の養子となり、元禄5年（1692年）7月22日に遺跡を継ぐ。元禄11年（1698年）3月19日に書院番士となる。享保4年（1719年）12月25日に職を辞し、享保9年（1724年）12月25日に致仕。寛延元年（1748年）6月2日、82歳で死去。

## 系譜
- 父：松平康紀
- 母：宮崎宮内の娘
- 養父：松平康起
- 正室：吉田氏 - 中根正冬養女
- 養子：松平康直 - 皆川政能[注釈 1]の次男